# Filip Lichý
Filip Lichý (* 25. ledna 2001, Banská Bystrica) je slovenský fotbalový záložník či obránce a bývalý mládežnický reprezentant, od roku 2019 hráč A-mužstva slovenského klubu ŠK Slovan Bratislava. Mimo Slovensko působil na klubové úrovni v Česku. Může hrát prakticky kdekoliv ve středu pole či na stoperu, v dorostu nastupoval i v útoku.

## Klubová kariéra
Je odchovancem Dukly Banská Bystrica, odkud v mládeži přestoupil v březnu 2017 do žáků Slovanu Bratislava. Na podzim 2019 se propracoval do seniorské kategorie, kde debutoval v rezervě neboli juniorce tehdy působící ve druhé nejvyšší slovenské soutěži.

### ŠK Slovan Bratislava

#### Sezóna 2019/20
V průběhu zimní přípravy na jarní část ročníku 2019/20 trénoval s prvním týmem, se kterým odletěl i na soustředění do Turecka. Později s A-mužstvem podepsal svoji první profesionální smlouvu. Ligový debut za "áčko" absolvoval ve 20. kole hraném 22. února 2020 proti klubu AS Trenčín (výhra 2:0), když v 83. minutě nahradil na hrací ploše Dávida Holmana. Se Slovanem obhájil titul z předešlé sezony 2018/19. S "belasými" ve stejném ročníku triumfoval i ve slovenském poháru a získal tak s týmem „double“.

#### Sezóna 2020/21
Prakticky celou podzimní část ročníku byl zraněný, následně na konci podzimu hrál za juniorku. Za "áčko" nastoupil v sezoně v lize jen na poslední kolo, v něm však proti Trenčínu 22. 5. 2021 zvyšoval v osmé minutě na průběžných 2:0, utkání nakonec skončilo vítězstvím Slovanu 2:1 a díky tomuto odehranému střetnutí se Filip Lichý stal mistrem ligy. Slovan Bratislava ve stejné sezoně vybojoval i domácí pohár a i když v něm Lichý neodehrál žádné střetnutí, tak tento úspěch náleží i jemu, jelikož byl součástí mužstva.

#### Sezóna 2021/22
Se Slovanem postoupil přes Shamrock Rovers z Irska (výhra 2:0 doma a prohra 1:2 venku) do druhého předkola Ligy mistrů UEFA 2021/22 a v něm vypadli se spoluhráči se švýcarským klubem BSC Young Boys z Bernu po domácí remíze 0:0 a venkovní prohře 2:3. Následně byl se slovenským týmem přesunut do předkol Evropské ligy UEFA 2021/22, kde s ním nejprve vyřadil ve třetím předkole Lincoln Red Imps FC z Gibraltaru (výhra 3:1 venku a remíza 1:1 doma). Ve čtvrtém předkole - play-off nehrál, jeho spoluhráči nepřešli přes řecké mužstvo Olympiakos Pireus (prohra 0:3 venku a remíza 2:2 doma). S bratislavským klubem však byli zařazeni do základní skupiny F Evropské konferenční ligy UEFA 2021/22, kde v konfrontaci se soupeři: FC Kodaň (Dánsko) - (prohry doma 1:3 a venku 0:2), PAOK Soluň (Řecko) - (remízy venku 1:1 a doma 0:0) a stejně jako v kvalifikaci s Lincolnem Red Imps - (výhry doma 2:0 a venku 4:1) skončili na třetím místě tabulky, což na postup do jarní vyřazovací fáze nestačilo. Lichý v této sezóně pohárové Evropy odehrál pět zápasů. Poprvé v ročníku skóroval v úvodním kole v souboji s tehdejším nováčkem nejvyšší soutěže Tatranem Liptovský Mikuláš (výhra 4:1), trefil se v 72. minutě. V sezoně 2021/22 pomohl svému mateřskému zaměstnavateli částečně již ke čtvrtému titulu v řadě, což Slovan dokázal jako první v historii slovenského fotbalu.

#### Sezóna 2022/23
Na jaře 2023 nastoupil za Slovan k osmifinále Evropské konferenční ligy 2022/23, kde však se spoluhráči vypadli po penaltovém rozstřelu se švýcarským klubem FC Basilej. Na konci ročníku získal se Slovanem Bratislava titul, který byl pro tým již historicky pátý v řadě.

#### Sezóna 2023/24
Se Slovanem postoupili přes lucemburské mužstvo FC Swift Hesper (remíza 1:1 doma a výhra 2:0 venku) a celek HŠK Zrinjski Mostar z Bosny a Hercegoviny (výhra 1:0 venku a remíza 2:2 doma) do třetího předkola Ligy mistrů UEFA 2023/2024, ve kterém vypadli po prohrách 1:2 doma a 1:3 venku s izraelským klubem Makabi Haifa FC a byli přesunuti do čtvrtého předkola - play-off Evropské ligy UEFA 2023/2024, ve kterém nepostoupili po domácí výhře 2:1 a prohře 2:6 venku přes tým Aris Limassol z Kypru a kvalifikovali se tak do skupinové fáze Evropské Konferenční ligy UEFA 2023/2024. Slovan Bratislava byl zařazen do základní skupiny A, v ní Lichý nenastoupil, jeho spoluhráči v konfrontaci s mužstvy Lille OSC (Francie) - (prohra 1:2 venku a remíza 1:1 doma), NK Olimpija Lublaň (Slovinsko) - (výhra 1:0 venku a prohra 1:2 doma) a KÍ Klaksvík (Faerské ostrovy) - (výhry doma i venku 2:1)., skončili se ziskem deseti bodů na druhém místě tabulky a podruhé za sebou postoupili do jarní vyřazovací části této soutěže. V ní však se Slovanem vypadli již v šestnáctifinále po prohrách 1:4 venku a 0:1 doma se Sturmem Graz z Rakouska. Celkem v této sezoně pohárové Evropy odehrál Lichý pět utkání, v nichž branku nedal. V jarní části sezony 2023/2024 pomohl Slovanu Bratislava k šestému ligovému titulu v řadě a celkově jubilejnímu 30. v historii týmu.

### MFK Ružomberok (hostování)

#### Sezóna 2021/22
Před jarní částí ročníku 2021/22 odešel kvůli většímu hernímu vytížení na půlroční hostování do mužstva MFK Ružomberok. Svůj první zápas v lize zde odehrál 14. února 2022 ve 20. kole proti klubu MŠK Žilina (výhra 5:1), nastoupil na druhý poločas utkání a v 62. minutě zvyšoval na průběžných 3:1. Podruhé v ročníku za Ružomberok se střelecky prosadil ve 22. kole, kdy dával v 54. minutě jediný a tudíž vítězný gól v střetnutí proti týmu FK Pohronie.

#### Sezóna 2022/23
Po půl roce se vrátil zpět do Slovanu, kde následně uzavřel nový tříletý kontrakt. V červenci 2022 však zamířil opět hostovat do Ružomberku, tentokrát na rok. S "Ružou" postoupil přes litevské mužstvo FK Kauno Žalgiris (výhra 2:0 doma a remíza 0:0 venku) do druhého předkola Evropské Konferenční ligy UEFA 2022/23, ve kterém však se spoluhráči po prohrách 0:3 doma a 1:2 venku vypadli s celkem Riga FC z Lotyšska. Svoji první branku v sezoně zaznamenal 27. 11. 2022 v souboji s ViOnem Zlaté Moravce – Vráble při domácí remíze v poměru 2:2. V zimě 2022/23 se vrátil z hostování předčasně do Slovanu Bratislava.

### FK Dukla Praha (hostování)
V červenci 2024 prodloužil se Slovanem smlouvu, avšak následně odešel na rok hostovat s opcí na přestup do Dukly Praha, tehdejšího nováčka české nejvyšší soutěže. Dukla o fotbalistu stála již v minulosti. Debut v lize v dresu tohoto klubu zažil v malém pražském derby proti týmu Bohemians Praha 1905, na hrací plochu přišel v 62. minutě. Poprvé a zároveň i jedinkrát během tohoto angažmá se trefil v 19. kole hraném 14. prosince 2024 v souboji s mužstvem FC Hradec Králové, když v 76. minutě snižoval na konečných 1:2. Na jaře 2025 bojoval s Duklou o záchranu, která se po úspěšné baráži s celkem MFK Vyškov po remíze 0:0 venku a výhře 2:1 doma po penaltovém rozstřelu vydařila. Po skončení ročníku z Dukly odešel, jelikož klub neuplatnil předkupní právo.

## Klubové statistiky
Aktuální k 14. června 2025
| Sezona    | Klub                   | Soutěž       | Zápasy | Góly |
| --------- | ---------------------- | ------------ | ------ | ---- |
| 2019/2020 | ŠK Slovan Bratislava   | Fortuna liga | 3      | 0    |
| 2020/2021 | ŠK Slovan Bratislava   | Fortuna liga | 1      | 1    |
| 2021/2022 | ŠK Slovan Bratislava   | Fortuna liga | 12     | 1    |
| 2021/2022 | MFK Ružomberok (host.) | Fortuna liga | 10     | 2    |
| 2022/2023 | MFK Ružomberok (host.) | Fortuna liga | 10     | 1    |
| 2022/2023 | ŠK Slovan Bratislava   | Fortuna liga | 6      | 0    |
| 2023/2024 | ŠK Slovan Bratislava   | Niké liga    | 20     | 0    |
| 2024/2025 | ŠK Slovan Bratislava   | Niké liga    | 0      | 0    |
| 2024/2025 | FK Dukla Praha (host.) | Chance liga  | 24     | 1    |
| 2025/2026 | ŠK Slovan Bratislava   | Niké liga    |        |      |

## Reprezentační kariéra
Filip Lichý je bývalým mládežnickým reprezentantem Slovenska, nastupoval za výběry do 16, 17, 18, 19 a 21 let. V kategorii U19 byl kapitánem.